# Gnidia myrtifolia
Gnidia myrtifolia är en tibastväxtart som beskrevs av Charles Henry Wright. Gnidia myrtifolia ingår i släktet Gnidia och familjen tibastväxter. Inga underarter finns listade i Catalogue of Life.